# NLRC4
An Error has occurred retrieving Wikidata item for infobox
NLRC4（NLR family CARD domain containing 4）は、ヒトではNLRC遺伝子によってコードされているタンパク質である。

## 構造と機能
NLRC4タンパク質は、哺乳類の間で高度に保存されている。C. elegansのCED-4タンパク質との相同性を有し、N末端のCARDドメイン、中央部のヌクレオチド結合/NACHTドメイン、C末端のロイシンリッチリピート（LRR）ドメインから構成される。このタンパク質はNLRファミリーに属し、このファミリーには転写コアクチベーターCIITAや古典的インフラマソームタンパク質NLRP3が含まれている。マウスの切り詰められたNLRC4タンパク質は、このファミリーのメンバーの中で最初に結晶構造が解かれた。
NLRC4はインフラマソーム形成の開始と関連している。NLRP3とは異なり、NLRC4のインフラマソーム依存的機能は足場タンパク質ASC非依存的に発揮される可能性がある。NLRC4はフラジェリンやIII型分泌装置の構成要素の認識によって活性化され、カスパーゼ-1依存的にパイロトーシスを誘導する。

## 相互作用
NLRC4はNAIPと相互作用することが示されている。ヒトではNAIPは1種類しか存在しないが、マウスは少なくとも4種類のNAIPタンパク質を発現している。NAIP/NLRC4間の相互作用によって、NLRC4の活性化の際のリガンド特異性が決定されている可能性がある。NLRC4依存的インフラマソーム活性はカスパーゼ-1を活性化する。特定の条件下では、NLRC4とNLRP3が同一のインフラソーム複合体中に存在している可能性がある。

## 臨床的意義
NLRC4に活性化変異を有する人物は、急な発熱、肝炎、非常に高濃度の血清フェリチン、その他マクロファージ活性化症候群を示唆する特徴を有する自己炎症症候群を発症する場合がある。一部の患者は生命を脅かす可能性のある腸炎を発症するが、幼児期には軽減される。こうした患者では血清IL-18濃度の慢性的な異常高値がみられ、クリオピリン関連周期熱症候群を発症するNLRP3変異の患者とは対照的である。NLRC4変異を原因とする、顕性遺伝型の寒冷蕁麻疹と関連した、はるかに軽度の疾患の日本人家系も報告されている。

## 関連文献
- “Identification of Ipaf, a human caspase-1-activating protein related to Apaf-1”. The Journal of Biological Chemistry 276 (30):  28309–13. (Jul 2001). doi:10.1074/jbc.C100250200. PMID 11390368.
- “CLAN, a novel human CED-4-like gene”. Genomics 75 (1–3):  77–83. (Jul 2001). doi:10.1006/geno.2001.6579. PMID 11472070.
- “Role of DNA methylation in the suppression of Apaf-1 protein in human leukaemia”. Oncogene 22 (3):  451–5. (Jan 2003). doi:10.1038/sj.onc.1206147. PMID 12545166.
- “NALP3 forms an IL-1beta-processing inflammasome with increased activity in Muckle-Wells autoinflammatory disorder”. Immunity 20 (3):  319–25. (Mar 2004). doi:10.1016/S1074-7613(04)00046-9. PMID 15030775.
- “Heterotypic interactions among NACHT domains: implications for regulation of innate immune responses”. The Biochemical Journal 381 (Pt 1):  213–9. (Jul 2004). doi:10.1042/BJ20031506. PMC 1133779. PMID 15107016.
- “Multiple roles of CLAN (caspase-associated recruitment domain, leucine-rich repeat, and NAIP CIIA HET-E, and TP1-containing protein) in the mammalian innate immune response”. Journal of Immunology 173 (10):  6338–45. (Nov 2004). doi:10.4049/jimmunol.173.10.6338. PMID 15528373.
- “Caspase-1 activator Ipaf is a p53-inducible gene involved in apoptosis”. Oncogene 24 (4):  627–36. (Jan 2005). doi:10.1038/sj.onc.1208201. PMID 15580302.
- “Nucleotide binding to CARD12 and its role in CARD12-mediated caspase-1 activation”. Biochemical and Biophysical Research Communications 331 (4):  1114–9. (Jun 2005). doi:10.1016/j.bbrc.2005.04.027. PMID 15882992.
- “Involvement of caspase 1 and its activator Ipaf upstream of mitochondrial events in apoptosis”. The FEBS Journal 273 (12):  2766–78. (Jun 2006). doi:10.1111/j.1742-4658.2006.05293.x. PMID 16817903.